# Силвер Лејк (Индијана)
Силвер Лејк (енгл. Silver Lake) град је у америчкој савезној држави Индијана.

## Демографија
По попису из 2010. године број становника је 915, што је 369 (67,6%) становника више него 2000. године.
| Група             | 2000.       | 2010.       |
| Белци             | 522 (95,6%) | 885 (96,7%) |
| Афроамериканци    | 0 (0,0%)    | 8 (0,9%)    |
| Азијати           | 1 (0,2%)    | 2 (0,2%)    |
| Хиспаноамериканци | 19 (3,5%)   | 17 (1,9%)   |
| Укупно            | 546         | 915         |